# Kyphose
Als eine Kyphose (griechisch κύφωσις, wörtlich „Buckelung“, von κύφος kýphos, „Buckel“; im Volksmund bei Frauen auch Witwen- oder Hexenbuckel genannt) wird in der Fachsprache eine nach hinten (dorsal) verstärkt konvexe Krümmung der Wirbelsäule bezeichnet. Natürlicherweise kommt diese Form der Rückgratverkrümmung im Brustbereich (Brustkyphose) vor und am Ende der Wirbelsäule noch als eine kleine Kyphose, die sogenannte Sakralkyphose. Das Ausmaß der Kyphose, gemessen mittels des sagittalen Cobb-Winkels, weist eine gewisse Variabilität auf und wird beeinflusst von der individuellen Morphologie des Beckens. Erst bei einer krankhaften Verstärkung der (physiologischen) Kyphose, in diesem Fall jene der Brustwirbelsäule, spricht man von einem Rundrücken, einem runden Rücken, einer Hyperkyphose, einem Buckel oder, bei einer umschriebenen Verkrümmung der Wirbelsäule in scharfem Knick, lateinisch von einem Gibbus (genannt auch Spitzbuckel und anguläre Kyphose).
Der Cobb-Winkel (nach John Robert Cobb) dient als Maß für die Beurteilung der Kyphose. Häufig wird dafür auch der eindeutiger definierte und somit besser reproduzierte Stagnara-Winkel verwendet zwischen Grundplatte TH12 und Deckplatte TH4. Der Normbereich beträgt 30–50°.

## Ursachen
Bei älteren Menschen kann eine Osteoporose zu Sinterungsbrüchen von Wirbelkörpern führen, so dass sich Keilwirbel und dadurch insgesamt eine Hyperkyphose bilden. Kyphose, auch genannt Buckel oder Rundrücken, ist eine häufig auftretende Erkrankung einer Krümmung des oberen Rückens. Es kann entweder das Ergebnis von degenerativen Erkrankungen (wie zum Beispiel Arthritis, Morbus Bechterew), Entwicklungsstörungen (das häufigste Beispiel dafür ist Morbus Scheuermann), Osteoporose mit Kompressionsfrakturen der Wirbelkörper und/oder von Verletzungen (posttraumatische Kyphose) sein.

## Klassifikation

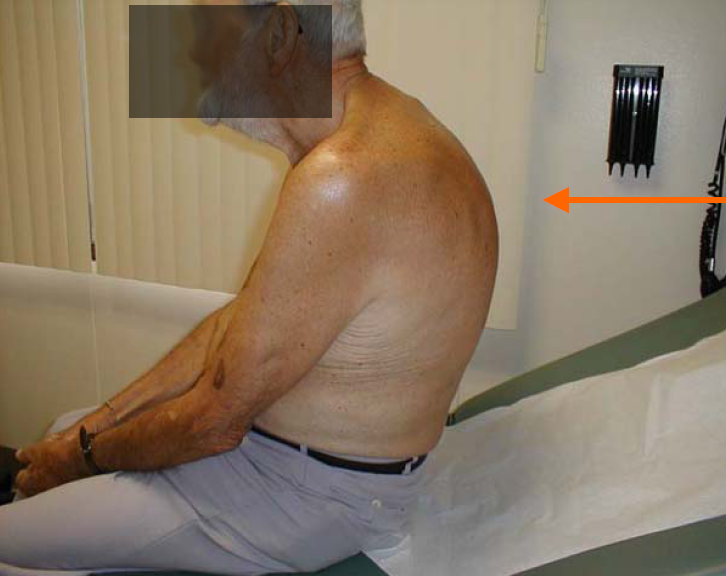
Mann mit posturaler Kyphose

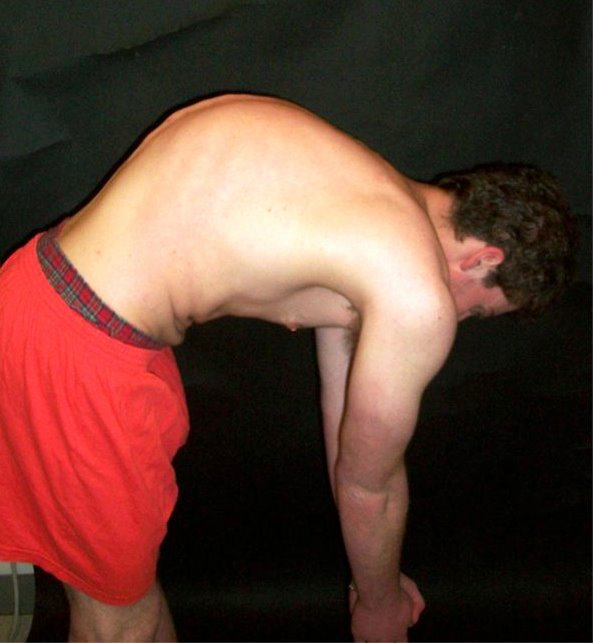
Scheuermann-Kyphose

Es gibt verschiedene Arten der Kyphose (nach ICD-10 Codes):
- Posturale Kyphose (M40.0), die häufigste Form, in der Regel zu krumme Haltung, kann sowohl im Alter[5] als auch in der Jugend auftreten. In der Jugend kann es krumme Haltung genannt werden und ist reversibel durch Korrektur muskulärer Dysbalancen. Im Alter kann sie Hyperkyphose oder Witwenbuckel genannt werden. Über ein Drittel der schwersten Fälle von Hyperkyphose haben Wirbelfrakturen.[6] Ansonsten neigt der alternde Körper zu einem Verlust von Muskel-Skelett-Integrität[7] und kann allein aufgrund der Alterung eine Kyphose entwickeln.[6][8]
- Scheuermann-Kyphose (M42.0) ist kosmetisch deutlich schlechter, kann Ursache von Schmerzen unterschiedlicher Stärke sein und kann auch Auswirkungen auf verschiedene Bereiche der Wirbelsäule haben (wobei der gängigste der mittlere thorakale Bereich ist). Morbus Scheuermann gilt als Form von juveniler Osteochondrose der Wirbelsäule. Sie wird vor allem bei Jugendlichen gefunden und präsentiert eine signifikant schlechtere Missbildung als die posturale Kyphose. Ein Patient, der an Scheuermann-Kyphose leidet, kann nicht bewusst eine korrekte Haltung einnehmen.[9][10] Der Scheitelpunkt der Kurve, in der Brustwirbelsäule gelegen, ist ziemlich starr. Patienten können an diesem Scheitelpunkt Schmerzen fühlen, die durch körperliche Aktivität und durch langes Stehen oder Sitzen verschlimmert werden können. Dies kann deutlich negative Auswirkungen auf ihr Leben haben, weil das Aktivitätsniveau dadurch abnimmt; betroffene Kinder können sich unter Gleichaltrigen isoliert oder unwohl fühlen, je nach dem Grad der Fehlstellung. Während bei Haltungsschäden Wirbelkörper und Bandscheiben normal erscheinen, sind sie bei Scheuermann-Kyphose unregelmäßig, oft vorgefallen und keilförmig geformt über mindestens drei benachbarte Ebenen. Ermüdung ist ein sehr häufiges Symptom, wahrscheinlich wegen der intensiven Muskelarbeit, die erforderlich ist, um richtig zu stehen und zu sitzen. Die Veranlagung dafür scheint in den Familien zu liegen. Die meisten Patienten, die operiert werden, um ihre Kyphose zu korrigieren, leiden an Morbus Scheuermann.
- Angeborene Kyphose (Q76.4) kann bei Säuglingen Ergebnis einer Fehlentwicklung der Wirbelsäule im Mutterleib sein. Wirbel können missgebildet oder miteinander verschmolzen sein, was dazu führen kann, dass sich bei dem Kind eine progressive Kyphose entwickelt.[11] In einem sehr frühen Stadium kann chirurgische Behandlung notwendig sein und trägt zur Aufrechterhaltung einer normalen Kurve in Abstimmung mit konsequenter Weiterverfolgung zur Überwachung von Veränderungen bei. Allerdings kann die Entscheidung über die Durchführung des Eingriffs aufgrund der potenziellen Risiken für das Kind sich als sehr schwierig erweisen. Eine angeborene Kyphose kann auch plötzlich im Teenager-Alter auftreten, häufiger bei Kindern mit Zerebralparese und anderen neurologischen Erkrankungen.
- Nutritionale Kyphose kann aus Mangelernährung resultieren, vor allem während der Kindheit, wie Vitamin-D-Mangel (Erzeugung von Rachitis), der zur Erweichung der Knochen und im Ergebnis zur Biegung der Wirbelsäule und der Gliedmaßen unter dem Körpergewicht des Kindes führt.
- Gibbusbildende Deformität ist eine Form von struktureller Kyphose, oft eine Folgekrankheit von Tuberkulose. Der tuberkulöse Gibbus, genannt auch Pottscher Buckel, wurde 1779 von Percivall Pott (ohne Kenntnis seiner Ätiologie)[12] beschrieben.
- Posttraumatische Kyphose (M84.0) nach unbehandelten oder nicht wirksam behandelten Wirbelfrakturen.

## Behandlungsmethoden
Während viele Fälle von Kyphose nur einer routinemäßigen Überwachung und konservativer Behandlung bedürfen, können andere Fälle zu starken Schmerzen und Beschwerden, Schwierigkeiten der Atmung und der Verdauung, Herz-Kreislauf-Unregelmäßigkeiten, neurologischen Beeinträchtigungen und auch zu einer erheblich verkürzten Lebenserwartung führen. Diese Fälle reagieren in der Regel nicht gut auf eine konservative Behandlung, sondern rechtfertigen fast immer eine Spondylodese, um den natürlichen Grad der Krümmung des Körpers erfolgreich wiederherstellen zu können.

„ungenügende Repositionen bzw. zunehmende oder Rekyphosierungen sind gerade im TLÜ schlecht bis gar nicht muskulär kompensierbar und führen selbst bei geringen Cobb-Winkeln (<15–20°) zu statischen Belastungen der ober- bzw. unterhalb der Fehlstellung gelegenen Wirbelsäulenabschnitte. Diese posttraumatischen Fehlstellungen stellen somit eine Indikation zu Revisionseingriffen dar“

### Orthese (Korsett)

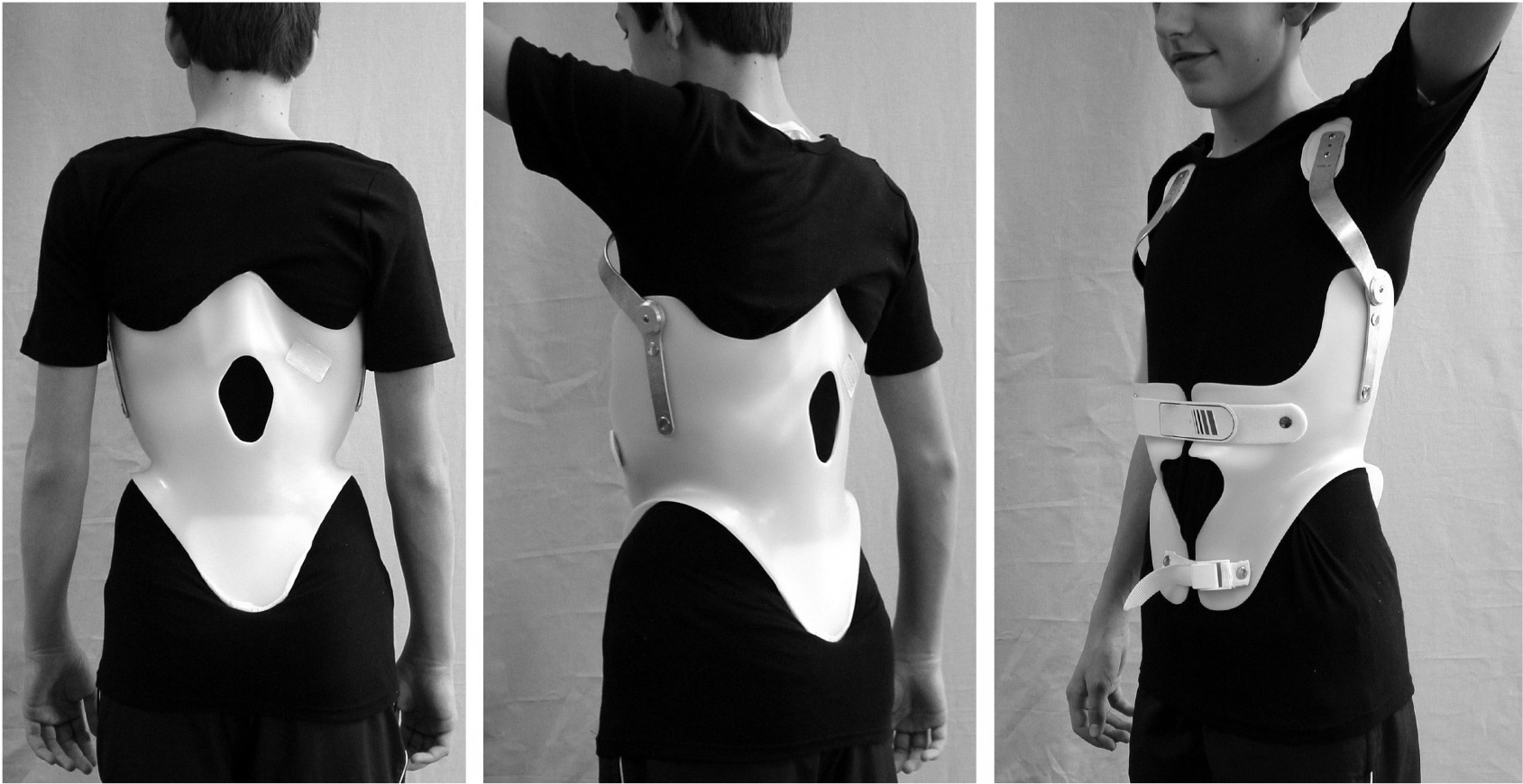
Modernes Korsett für die Behandlung einer Brustkyphose. Die Bandage wurde mit Hilfe eines CAD/CAM-Gerätes hergestellt. Zum gegenwärtigen Zeitpunkt ist dies das einzige CAD/CAM-entworfene Korsett zur Behandlung einer Brustkyphose.

Korsetts zeigten Nutzen in einer randomisierten Kontrollstudie.
Das Milwaukee-Korsett ist ein spezielles Korsett, das in den USA oft verwendet wird, um Kyphose zu behandeln. Modernere CAD/CAM-Korsetts werden in Europa verwendet, um verschiedene Arten von Kyphose zu behandeln. Diese sind viel leichter zu tragen und haben bessere Korrekturmöglichkeiten als das Milwaukee-Korsett. Seit verschiedene Kurvenverläufe (Brust-, Brust- und Lendenwirbelsäule) bekannt sind, sind verschiedene Arten von Korsetts in Verwendung. Die Vor- und Nachteile der verschiedenen Korsetts werden in einer Übersicht erörtert.

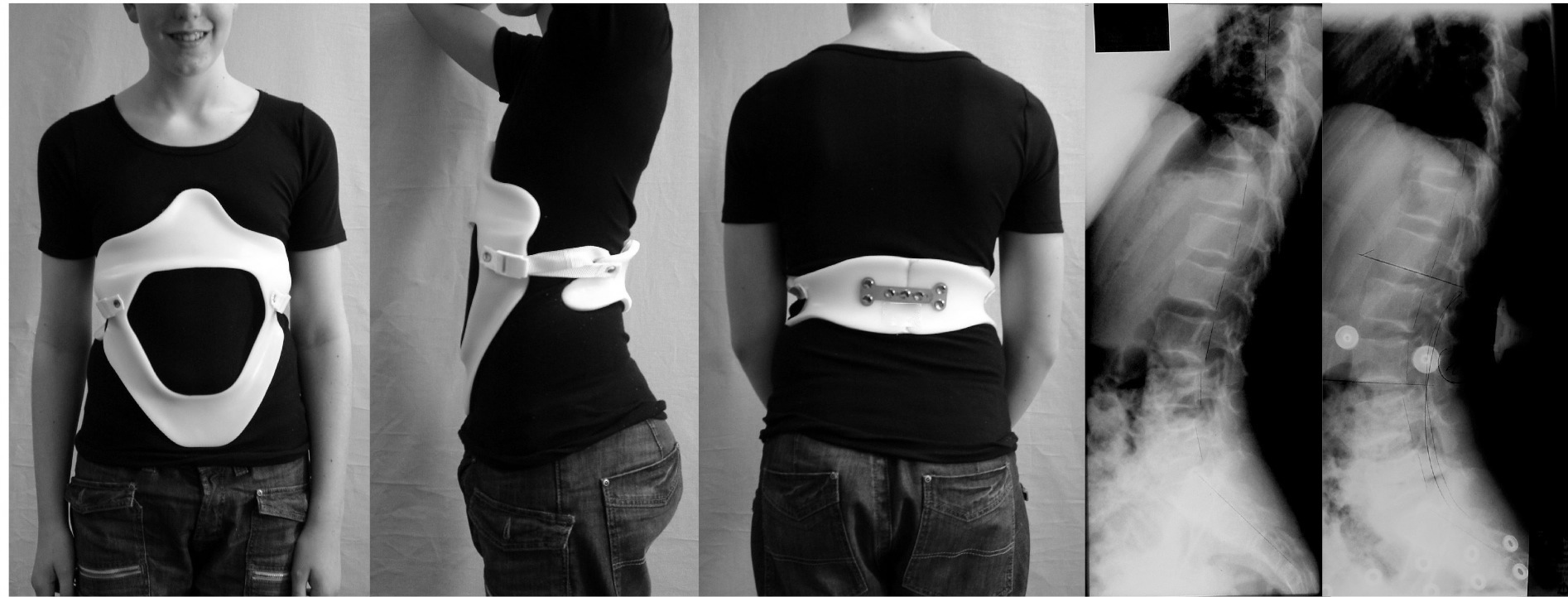
Modernes Korsett für die Behandlung einer lumbalen/thorakolumbalen Kyphose. Das Korsett wurde mit Hilfe eines CAD/CAM-Gerätes hergestellt. Zum gegenwärtigen Zeitpunkt ist dies das einzige CAD/CAM entworfene Korsett zur Behandlung der Lendenkyphose und heißt physiologisches Korsett. Das wichtigste Ziel ist die Wiederherstellung der Lendenlordose
.

### Spezialisierte Physiotherapie
Regelmäßige physiotherapeutische Übungen (Auftrainieren der autochthonen Rückenmuskulatur und der Brustmuskulatur) tragen wesentlich dazu bei, eine permanente Aufrichtung der Wirbelsäule zu erzielen. In Deutschland ist eine Standard-Behandlung für beide (Morbus Scheuermann und Lendenkyphose) die Schroth-Methode, ein System der physikalischen Therapie für Skoliose und verwandte Wirbelsäulendeformitäten nach Katharina Schroth.
Diese enthält dreidimensionale Übungstechniken zur Aufrichtung der Wirbelsäule, Atemtherapie zur Vergrößerung des Atemvolumens und Bewegungsstrategien für den Alltag.

### Chirurgie
Bei Patienten mit progressiver kyphotischer Deformität aufgrund Wirbelkollaps kann eine Kyphoplastie zur Wiederaufrichtung, Stabilisierung und Schmerzlinderung führen.

## Komplikationen

### Folgen der Kyphose
Mögliche Folgen der Kyphose und der daraus resultierenden statischen Dysbalance der Wirbelsäule sind (in Abhängigkeit von der Ursache):
- chronische Schmerzen, Schlafstörungen
- strukturelle Veränderungen der Wirbelkörper
- Störungen der inneren Organe (besonders Lunge-Verringerung des Atemvolumens, Herz)
- Gefahr von Folgefrakturen (bei Kyphose nach durch Osteoporose bedingter WK-Fraktur)
- eingeschränkte Mobilität
- Sensibilitätsstörungen
- Zunahme der Krümmung
- Schädigung des Rückenmarks
- kosmetische Entstellung mit psychischer Belastung
- Depressionen

### Operationsrisiko
Mögliche Komplikationen bei Spondylodese bei Kyphose können eine Entzündung der Weichteile oder tiefe entzündliche Prozesse sein, Beeinträchtigungen der Atmung, Blutungen und Nervenverletzungen. Die Reoperationsrate beträgt 5 %.
Im Fall einer Entscheidung zur Operation sollte ein spezialisiertes Zentrum bevorzugt werden.